# Gaëtan Charbonnier
Gaëtan Charbonnier (ur. 27 grudnia 1988 w Saint-Mandé) – francuski piłkarz grający na pozycji napastnika. Od 2021 jest piłkarzem AJ Auxerre.

## Kariera klubowa
Charbonnier rozpoczął swoją karierę w amatorskiej drużynie SO Châtellerault, gdzie spędził sezon 2007/08. Zrobił takie wrażenie, że podpisał kontrakt z Paris Saint-Germain. Po spędzeniu sezonu w rezerwach, zdecydował się poszukać klubu, gdzie mógłby regularnie występować w pierwszym składzie. W czerwcu 2009 podpisał czteroletni kontrakt z Angers SCO. Przez trzy sezony występował w Ligue 2 i trafił 23 bramki w 90 spotkaniach.
20 czerwca 2012 podpisał kontrakt z Mistrzem Francji – Montpellier HSC.
5 sierpnia 2013 podpisał kontrakt ze Stade de Reims. W latach 2017–2021 grał w Stade Brestois 29, a w 2021 przeszedł do AJ Auxerre.
| Sezon   | Klub                  | Kraj    | Rozgrywki | Mecze | Bramki | Rozgrywki Europy   | Mecze | Bramki |
| ------- | --------------------- | ------- | --------- | ----- | ------ | ------------------ | ----- | ------ |
| 2008/09 | Paris Saint-Germain B | Francja | CFA       | 26    | 12     | –                  | –     | –      |
| 2009/10 | SCO Angers            | Francja | Ligue 2   | 26    | 3      | –                  | –     | –      |
| 2010/11 | SCO Angers            | Francja | Ligue 2   | 34    | 8      | –                  | –     | –      |
| 2011/12 | SCO Angers            | Francja | Ligue 2   | 30    | 12     | –                  | –     | –      |
| 2012/13 | Montpellier HSC       | Francja | Ligue 1   | 25    | 4      | Liga Mistrzów UEFA | 3     | 1      |
| 2013/14 | Stade de Reims        | Francja | Ligue 1   | 30    | 5      | –                  | –     | –      |
| 2014/15 | Stade de Reims        | Francja | Ligue 1   | 33    | 6      | –                  | –     | –      |
| 2015/16 | Stade de Reims        | Francja | Ligue 1   | 22    | 4      | –                  | –     | –      |
| 2016/17 | Stade de Reims        | Francja | Ligue 2   | 18    | 3      | –                  | –     | –      |
| 2017/18 | Stade Brestois 29     | Francja | Ligue 2   | 26    | 9      | –                  | –     | –      |
| 2018/19 | Stade Brestois 29     | Francja | Ligue 2   | 37    | 27     | –                  | –     | –      |
| 2019/20 | Stade Brestois 29     | Francja | Ligue 1   | 26    | 4      | –                  | –     | –      |
| 2020/21 | Stade Brestois 29     | Francja | Ligue 1   | 36    | 6      | –                  | –     | –      |

Stan na: koniec sezonu 2020/2021